# Ilya Sizov
Ilya Andreevich Sizov (em russo: Илья Андреевич Сизов; Kineshma, Oblast de Ivanovo, 17 de agosto de 1985) é um militar russo, tenente-coronel e piloto de caça. Atua como vice-comandante do 23.º Regimento de Aviação de Caça, subordinado à 303.ª Divisão de Aviação Mista do 11.º Exército da Força Aérea e Defesa Aérea. Participou da invasão russa à Ucrânia. Foi condecorado com o título de Herói da Federação Russa em 2022.

## Biografia
Nasceu na cidade de Kineshma, Oblast de Ivanovo, em uma família de militares. Passou a infância na Carélia e concluiu o ensino médio na Escola nº 45 de Petrozavodsk.
Formou-se na Escola Superior de Pilotos de Aviação Militar de Krasnodar. Em 2016, venceu a competição militar nacional “Aviadarts”. Também participou da operação militar da Rússia na Síria.
Segundo o Ministério da Defesa da Federação Russa, durante a invasão da Ucrânia, o tenente-coronel Ilya Sizov, pilotando um caça Su-30SM, teria destruído 11 aeronaves ucranianas (3 Su-24, 3 Su-27, 2 MiG-29, 2 helicópteros Mi-24 e 1 Mi-14), além de dois sistemas de mísseis antiaéreos Buk-M1.

## Prêmios
- Título de Herói da Federação Russa (2022)[4]
- Ordem "Por Mérito à Pátria", 4ª classe com espadas
- Ordem da Coragem
- Medalha da Ordem "Por Mérito à Pátria", 2ª classe com espadas
- Medalha de Nesterov
- Medalha "Pela Coragem"
- Medalhas do Ministério da Defesa da Federação Russa, incluindo:
  - "Por Valor Militar", 2ª classe
  - "Por Fortalecer a Cooperação Militar"
  - "Participante da Operação Militar na Síria"
  - "Por Participação no Desfile Militar do Dia da Vitória"
  - "Vostok 2018"